# Emperor's Cup
Emperor's Cup er en årlig fodboldturnering arrangeret af Japan Football Association. Turneringen afvikles efter cup-princippet og vinderen af turneringen er japansk pokalmestre.

## Finaler
| År   | Vindere                             | Res.              | Finalister                    | Spillested                              | Antal hold |
| ---- | ----------------------------------- | ----------------- | ----------------------------- | --------------------------------------- | ---------- |
| 1921 | Tokyo Shukyu-dan                    | 1–0               | Mikage Shukyu-dan (Kobe)      | Hibiya Park                             | 4          |
| 1922 | Nagoya Shukyu-dan                   | 1–0               | Hiroshima Koto-shihan         | Toshima-shihan Ground                   | 4          |
| 1923 | Astra Club (Tokyo)                  | 2–1               | Nagoya Shukyu-dan             | Tokyo Koto-shihan Ground                | 4          |
| 1924 | Ri-jo Club (Hiroshima)              | 1–0               | All Mikage Shihan Club (Kobe) | Meiji-Jingu Stadium                     | 4          |
| 1925 | Ri-jo Shukyu-dan (Hiroshima)        | 3–0               | Imperial University of Tokyo  | Meiji-Jingu Stadium                     | 6          |
| 1927 | Kobe-Ichi Junior High School Club   | 2–0               | Ri-jo Club (Hiroshima)        | Meiji-Jingu Stadium                     | 8          |
| 1928 | Waseda University WMW               | 6–1               | Imperial University of Kyoto  | Meiji-Jingu Stadium                     | 7          |
| 1929 | Kwangaku Club                       | 3–0               | Hosei University              | Meiji-Jingu Stadium                     | 8          |
| 1930 | Kwangaku Club                       | 3–0               | Keio BRB                      | Koshien-minami Ground                   | 4          |
| 1931 | Imperial Univ. of Tokyo LB          | 3–0               | Kobun Jr. Highschool (Taiwan) | Meiji-Jingu Stadium                     | 7          |
| 1932 | Keio Club                           | 5–1               | Yoshino Club (Aichi)          | Koshien-minami Ground                   | 3          |
| 1933 | Tokyo Old Boys Club                 | 4–1               | Sendai Soccer Club            | Meiji-Jingu Stadium                     | 8          |
| 1935 | Seoul Shukyu-dan                    | 6–1               | Tokyo Bunri University        | Meiji-Jingu Stadium                     | 6          |
| 1936 | Keio BRB                            | 3–2               | Poseung College (Seoul)       | Army Toyama Ground                      | 5          |
| 1937 | Keio University                     | 3–0               | Kobe University of Commerce   | Meiji-Jingu Stadium                     | 4          |
| 1938 | Waseda University                   | 4–1               | Keio University               | Meiji-Jingu Stadium                     | 5          |
| 1939 | Keio BRB                            | 3–2               | Waseda University             | Meiji-Jingu Stadium                     | 8          |
| 1940 | Keio BRB                            | 1–0               | Waseda University WMW         | Meiji-Jingu Stadium                     | 8          |
| 1946 | University of Tokyo LB              | 3–2               | Kobe University of Economics  | Tokyo Imperial Univ. Gotenshita Stadium | 12         |
| 1949 | University of Tokyo LB              | 3–2               | Kwangaku Club                 | Waseda Univ. Higashifushimi Ground      | 5          |
| 1950 | All Kwangaku                        | 6–1               | Keio University               | Kariya City Stadium                     | 16         |
| 1951 | Keio BRB                            | 3–2               | Osaka Club                    | Miyagino Soccer Stadium (Sendai)        | 14         |
| 1952 | All Keio                            | 6–2               | Osaka Club                    | Fujieda Higashi High School             | 16         |
| 1953 | All Kwangaku                        | 5 – 4 (ET)        | Osaka Club                    | Nishikyogoku Stadium                    | 16         |
| 1954 | Keio BRB                            | 5–3               | Toyo Industries               | Yamanashi Prefectual Stadium (Kofu)     | 16         |
| 1955 | All Kwangaku                        | 4–2               | Chuo University Club          | Nishinomiya Stadium                     | 16         |
| 1956 | Keio BRB                            | 4–2               | Yawata Steel                  | Omiya Athletic Stadium                  | 16         |
| 1957 | Chuo University Club                | 1–0               | Toyo Industries               | Kokutaiji High School (Hiroshima)       | 16         |
| 1958 | Kwangaku Club                       | 1–0               | Yawata Steel                  | Fujieda Higashi High School             | 16         |
| 1959 | Kwangaku Club                       | 1–0               | Chuo University               | Koishikawa Soccer Stadium               | 16         |
| 1960 | Furukawa Electric FC                | 4–0               | Keio BRB                      | Osaka Utsubo Soccer Stadium             | 16         |
| 1961 | Furukawa Electric FC                | 3–2               | Chuo University               | Fujieda Higashi High School             | 16         |
| 1962 | Chuo University                     | 2–1               | Furukawa Electric FC          | Kyoto Nishikyogoku Stadium              | 16         |
| 1963 | Waseda University                   | 2–1               | Hitachi Ltd.                  | Kobe Oji Stadium                        | 7          |
| 1964 | Yawata Steel & Furukawa Electric FC | 0 – 0 (ET)        | none (shared title)           | Kobe Oji Stadium                        | 10         |
| 1965 | Toyo Industries                     | 3–2               | Yawata Steel                  | Tokyo Komazawa Stadium                  | 8          |
| 1966 | Waseda University                   | 3 – 2 (ET)        | Toyo Industries               | Tokyo Komazawa Stadium                  | 8          |
| 1967 | Toyo Industries                     | 1–0               | Mitsubishi Heavy Industries   | Olympiastadion                          | 8          |
| 1968 | Yanmar Diesel                       | 1–0               | Mitsubishi Heavy Industries   | Olympiastadion                          | 8          |
| 1969 | Toyo Industries                     | 4–1               | Rikkyo University             | Olympiastadion                          | 8          |
| 1970 | Yanmar Diesel                       | 2 – 1 (ET)        | Toyo Industries               | Olympiastadion                          | 8          |
| 1971 | Mitsubishi Heavy Industries         | 3–1               | Yanmar Diesel                 | Olympiastadion                          | 8          |
| 1972 | Hitachi Ltd.                        | 2–1               | Yanmar Diesel                 | Olympiastadion                          | 75         |
| 1973 | Mitsubishi Heavy Industries         | 2–1               | Hitachi Ltd.                  | Olympiastadion                          | 807        |
| 1974 | Yanmar Diesel                       | 2–1               | Eidai Industries              | Olympiastadion                          | 1,105      |
| 1975 | Hitachi Ltd.                        | 2–0               | Fujita Industries             | Olympiastadion                          | 1,298      |
| 1976 | Furukawa Electric FC                | 4–1               | Yanmar Diesel                 | Olympiastadion                          | 1,358      |
| 1977 | Fujita Industries                   | 4–1               | Yanmar Diesel                 | Olympiastadion                          | 1,421      |
| 1978 | Mitsubishi Heavy Industries         | 1–0               | Toyo Industries               | Olympiastadion                          | 1,481      |
| 1979 | Fujita Industries                   | 2–1               | Mitsubishi Heavy Industries   | Olympiastadion                          | 1,494      |
| 1980 | Mitsubishi Heavy Industries         | 1–0               | Tanabe Pharmaceuticals        | Olympiastadion                          | 1,474      |
| 1981 | NKK                                 | 2–0               | Yomiuri FC                    | Olympiastadion                          | 1,569      |
| 1982 | Yamaha Motor Company                | 0 – 0 (1–0)       | Fujita Industries             | Olympiastadion                          | 1,567      |
| 1983 | Nissan Motor Company                | 2–0               | Yanmar Diesel                 | Olympiastadion                          | 1,565      |
| 1984 | Yomiuri FC                          | 2–0               | Furukawa Electric FC          | Olympiastadion                          | 1,476      |
| 1985 | Nissan Motor Company                | 2–0               | Fujita Industries             | Olympiastadion                          | 1,498      |
| 1986 | Yomiuri FC                          | 2–1               | NKK                           | Olympiastadion                          | 1,612      |
| 1987 | Yomiuri FC                          | 2–0               | Mazda Soccer Club             | Olympiastadion                          | 1,690      |
| 1988 | Nissan Motor Company                | 3 – 2 (ET)        | Fujita Industries             | Olympiastadion                          | 1,786      |
| 1989 | Nissan Motor Company                | 3–2               | Yamaha Motor Company          | Olympiastadion                          | 1,737      |
| 1990 | Matsushita Electric Industrial      | 0 – 0 (PSO 4 – 3) | Nissan Motor Company          | Olympiastadion                          | 1,776      |
| 1991 | Nissan Motor Company                | 4 – 2 (ET)        | Yomiuri FC                    | Olympiastadion                          | 1,872      |
| 1992 | Yokohama Marinos                    | 2 – 1 (ET)        | Verdy Kawasaki                | Olympiastadion                          | 2,452      |
| 1993 | Yokohama Flügels                    | 6–2               | Kashima Antlers               | Olympiastadion                          | 2,511      |
| 1994 | Bellmare Hiratsuka                  | 2–0               | Cerezo Osaka                  | Olympiastadion                          | 2,792      |
| 1995 | Nagoya Grampus                      | 3–0               | Sanfrecce Hiroshima           | Olympiastadion                          | 2,800      |
| 1996 | Verdy Kawasaki                      | 3–0               | Sanfrecce Hiroshima           | Olympiastadion                          | (unknown)  |
| 1997 | Kashima Antlers                     | 3–0               | Yokohama Flügels              | Olympiastadion                          | 6,107      |
| 1998 | Yokohama Flügels                    | 2–1               | Shimizu S-Pulse               | Olympiastadion                          | 6,317      |
| 1999 | Nagoya Grampus                      | 2–0               | Sanfrecce Hiroshima           | Olympiastadion                          | 6,516      |
| 2000 | Kashima Antlers                     | 3 – 2 (ET)        | Shimizu S-Pulse               | Olympiastadion                          | 6,578      |
| 2001 | Shimizu S-Pulse                     | 3–2               | Cerezo Osaka                  | Olympiastadion                          | 6,306      |
| 2002 | Kyoto Purple Sanga                  | 2–1               | Kashima Antlers               | Olympiastadion                          | 6,418      |
| 2003 | Júbilo Iwata                        | 1–0               | Cerezo Osaka                  | Olympiastadion                          | 6,849      |
| 2004 | Tokyo Verdy 1969                    | 2–1               | Júbilo Iwata                  | Olympiastadion                          | 6,685      |
| 2005 | Urawa Red Diamonds                  | 2–1               | Shimizu S-Pulse               | Olympiastadion                          | 5,918      |
| 2006 | Urawa Red Diamonds                  | 1–0               | Gamba Osaka                   | Olympiastadion                          | 6,390      |
| 2007 | Kashima Antlers                     | 2–0               | Sanfrecce Hiroshima           | Olympiastadion                          | 6,161      |
| 2008 | Gamba Osaka                         | 1 – 0 (ET)        | Kashiwa Reysol                | Olympiastadion                          | 5,948      |
| 2009 | Gamba Osaka                         | 4–1               | Nagoya Grampus                | Olympiastadion                          |            |